# لوبي دي فيغا
فيليكس لوبي دي فيغا إي كاربيو (بالإسبانية: Félix Lope de Vega y Carpio، ولد في ٢٥ نوفمبر ١٥٦٢، مدريد، إسبانيا - توفي في ٢٧ أغسطس ١٦٣٥، مدريد، إسبانيا) شاعر وكاتب مسرحي إسباني. واحد من أهم الكتاب المسرحيين في العصر الذهبي الإسباني. الحجم الهائل لإنتاجه جعله أحد أغزر الكتاب في الأدب العالمي. عاش حياة مليئة بالمغامرات والمتاعب، وظل كذلك فترة حتى دخل الكنيسة، وأصبح قسيساً بها بعد عام ١٦١٤.
أَطلق عليه لقب عنقاء العباقرة ووحش الطبيعة وهي ألقاب منحه إياها ميغيل دي ثيربانتس. جدد شكل المسرح الإسباني في المرحلة التي بدأ فيها المسرح بالتحول إلى ظاهرة ثقافية اجتماعية- جماهيرية. وجنبا إلى جنب مع تيرسو دي مولينا وكالدرون دي لا باركا أخذ المسرح الإسباني الباروكي لأبعد الحدود. ما زالت أعماله تعرض في وقتنا الحاضر بعد أن أخذت الأدب الإسباني والفنون الإسبانية لأعلى المستويات. وعلى غرار المسرح فهو يعتبر أيضا من أهم الشعراء- وكتاب القصائد الغنائية في اللغة القشتالية. ألّف العديد من الروايات والأعمال السردية الطويلة في الشعر والنثر.
ينسب إليه ٣٠٠٠ سونيتة (قصيدة من ١٤ بيتاً) وثلاث روايات وأربع روايات قصيرة وتسع ملاحم وثلاث قصائد تعليمية والمئات من الأعمال المسرحية المتنوعة (١٨٠٠ وفقاً لخوان بيريث دي مونتابلان). حياته كانت غريبة- مؤثرة بقدر أعماله فكان على وفاق مع كل من كيفيدو وخوان رويث دي ألاركون على عكس لويس دي جونجورا وكانت هناك منافسة كبيرة بينه وبين ثيربانتس، كما أنه والد الكاتب المسرحي سور مارثيلا دي سان فينيكس.

## السيرة الذاتية

### نشأته
فيلكس لوبي دي فيغا وكاريبو ينتمي لعائلة متواضعة أصولهم تعود لوادي كارييدو Valle de Carriede في جبل كانتابريا، والده فيلكس دي فيغا كان يعمل مطرزاً ووالدته فرانشسكا فرناندو فلوريث، ولا تتوافر معلومات كافية عنها. بعد الإقامة لفترة وجيزة في بلد الوليد انتقل والده إلى مدريد في العام 1561 منجذبا للفرص التي قد تمنحه إياها العاصمة الجديدة كمدينة يوجد فيها البلاط الملكي. ومع ذلك أكد لوبي دي فيغا لاحقاً أن والده قد انتقل لمدريد من أجل مغامرة عاطفية أنقذت والدته المستقبلية، هكذا أصبح الكاتب ثمرة التصالح والغيرة نفسها التي نجدها في أعماله المسرحية.
بدأت موهبته منذ صغره، أتقن قراءة اللاتينية والقشتالية في وقت مبكر جداً من طفولته حيث كان في الخامسة من عمره فقط، وفي العمر ذاته بدأ بنظم الشعر. دائماً على وفاق مع شهادته، في الثانية عشر من عمره التفت لكتابة المسرحيات ومن المحتمل كون أولى أعماله العاشق المخلص - والتي أكد لوبي أنه تفانى في كتابة هذا العمل المهدى لابنه لوبي ومن الممكن أيضاً أن تكون النسخة المتعارفة لدينا الآن قد تعرضت لبعض التعديلات فيما بعد منذ تاريخ صياغتها الأولى. موهبته العظيمة كانت السبب في التحاقه بمدرسة الشعراء والموسيقى بيثينته اسبينيل في مدريد، الذي كان دوماً يقتبس بوقار-تبجيل-(مسرحيته التي خصصها لأجله «فارس إيّسكاس», 1602) أيضاً السونتيات -قصائد ذات 14 بيتاً- : «تلك الريشة»، «التحفة الشهيرة»، «ما وضعتموه بين يداي»، «عندما»، «بالأحرف الأولى أوقع»، «كنت خائفاً وقليل المهارة» وأكمل ممارسته لموهبته من خلال دراسته في فرقة المسيح، والتي أصبحت فيما بعد كوليخيو امبريال Colegio Emperial في العام 1574: «حقائب الليسيون (المتحدثون بالّلغة الليسية) كمسودات لخواطري، أحياناً أنظمها بأبيات شعر باللاتينية والقشتالية، بدأت بصحبة الكتب بمختلف الحروف واللغات، في البداية اليونانية وبعدها مارست اللاتينية وأتقنت أيضاً التوسكانية (الإيطالية الفصحى)، وكنت على معرفة بالفرنسية...» (لادروتيا، 4)
درس بعد ذلك لمدة أربع سنوات (منذ عام 1577 إلى عام 1581) في جامعة ألكلا دي إناريس، لكنه لم يتمكن من نيل شهادته ربما بسبب سلوكه غير المنضبط وحبه للنساء ما جعله غير صالح للكهنوتية، هذا ما دفع أولياء أمره للتوقف عن دفع تكاليف دراسته لذلك لم يحصل لوبه على درجة البكالوريس وكان عليه أن يعمل ليكسب قوت يومه فعمل كوزير للأرستقراطيين والأسياد وأيضاً في كتابة المسرحيات والمقطوعات الظرفية. تم تجنيده في العام 1583 بأوامر من صديقه المستقبلي السيد ألبارو دي باثان، ماركيز دي سانتاكروث، في القوات البحرية للقتال في معركة بونتية ديلغادا على جزيرة تيرثيرا ضد البرتغال، وبعدها قام بكتابة مسرحية موجهة لابن الماركيز.

### نفيه
بدأ بدراسة علم الصرف والنحو بصحبة رجال الدين وعلم الرياضيات في الأكاديمية الملكية وخدم كوزير للماركيز دي لاس ناباس، وبالرغم من المناصب التي شغلها إلا أن هذا لم يمنعه من الاستمرار بعلاقاته العاطفية فكانت إيلينا دي أوسوريو (ال«فيليس Filis» بقصائده) حبه الأول الكبير، وكانت منفصلة عن زوجها الممثل كريستوبال كالديرون، كرّس لوبي العديد من مسرحياته ليتم عرضها في المسرح الذي يملكه والد عشيقته المؤلف خيرونيمو باليثكيث. وافقت إيلين في العام 1587، من دون اعتراض، على إقامة علاقة مع النبيل فرانشسكو بيرينوت جرانبيلا، وهو ابن شقيق الكاردينال جرانبيلا. فقام لوبي دي فيغا بالتشهير بها وبعائلتها ووجه ضدها إهانات شفوية على شكل شعر كانت سبباّ في نفيه فيما بعد، ومنها:
من يرغب باقتناء حسناء
هل من مشتري؟ هذا المزاد في العراء
أباها هو البائع، أمها هي السمسار
والصمت يخيّم على المار......
استنكر لوبي هذا الوضع أيضاً في مسرحيته بيلاردو فوريوسو (التمثال الغاضب) وفي عدد من السونتيات والروايات الرعوية والموريسكية مما أرسله للسجن بحكم قضائي. وبعد الطعن تم عقد جلسة قضائية ثانية كان حكمها أكثر صرامة، حيث وبموجب الحكم تم نفيه لمدة 8 سنوات من البلاط الملكي وسنتين في مملكة قشتالة، مع التهديد بالقتل في حالة عصيانه للحكم.
ذكر لوبي دي فيغا بعد حين حبه لإلينا أوسوريو في رواية الحوارية («عمل نثري» كما اسماها) لا دوروتيا. ومع ذلك فقد وقع بعدها في حب إيزابيل دي ألديريتيه دي أوربينا، ابنة رسام الملك دييجو دي أوربينا، وتزوجها في 10-5-1588 بعد أن اختطفها طواعية. وذكرها في شعره باستخدام الجناس الناقص (تغير ترتيب الأحرف) إلى بيلسيا "Belisa".
استأنف لوبي حياته العسكرية في 29-5-1588 حين تم تجنيده في الأسطول البحري «الجيش العظيم» في سفينة سان خوان، وهو ما ألهمه كتابة قصيدة ملحمية على غرار الشاعر الإيطالي لودوفيكو آريوستو في «جمال أنجليكا» حيث أستخدم الأوكتافات الفعلية (تفعيلة من 8 مقاطع) والتي اختفت فيما بعد، ومن المرجح أيضاً أن يكون انضمامه للأسطول المعادي لإنجلترا كان قراراً من عائلة إيزابيل دي أوربينا ورغبة منها للتخلص من رؤيته كونه مخالفاً للقانون وذلك لتغفر نشوة الشاب.
توجه لوبي بعد هزيمة «الجيش العظيم» في كانون الأول/ديسمبر من عام 1588 إلى توريا عاصمة فالنسيا، بعد اختراق طليطلة، وعاش مع إيزابيل دي أوربينا في فالنسيا وهناك تابع كتابة الدراما حيث تعلم الجمع بين حبكتين دراميتين في عمل درامي واحد وهذا ما يسمى إيمبروجيلو Imbrogilo، وهي تفنية إيطالية، وذلك من خلال حضوره لعدة جلسات للتجمعات الأدبية أطلق عليها أكاديميا الليل La Academia de los nucturnos، وكانت تضم: الكاهن فرانسيسكو أجوستين تارّيجا ووزير دوق غانديا جاسبر دي أغيلار وغييّن دي كاسترو وكارلوس بويل وأخيراً ريكاردو دي توريا.
بعد امتثاله لمدة سنتين بالنفي من- المملكة، تم نقله إلى طليطلة عام 1590 لخدمة السيد فرانسيسكو دي ريبيرا بارّوسو، بعدها انتقل لخدمة الماركيز دي مالبيكا الثاني، وبعد حين لخدمة دوق دي ألبا الخامس، السيد أنطونيو ألباريث دي طليطلة إي بيمونت. ولهذا تم إدراجه كخادم لحجرة النوم الملكية الدوقية لألبا دي تورميس، حيث عاش هناك لفترة ما بين عام 1592 وعام 1595، وهناك أيضاً قرأ الأعمال المسرحية لخوان ديل إنثينا واقتبس منه الشخصية ذات الطابع المضحك Donaire، وهو الذي أغنى نظمه الدرامي بشكل مثالي. وفي خريف عام 1594 توفيت إيزابيل دي أوربينا نتيجة لمضاعفات النفاس. كتب بعدها روايته الرعوية لا أكاديا والتي تضمنت عدداً هائلاً من القصائد.

### العودة إلى قشتالة
في كانون الأول/ ديسمبر 1595، بعد امتثاله لثماني سنوات من النفي في المحاكم فعاد إلى مدريد. في السنة التالية، حوكم بسبب علاقة فعلية مع الممثلة الأرملة أنطونيا ترييو. في 1598 تزوج من خوانا دي جواردو، ابنة مورّد لحوم ثري إلى البلاط، فعرضه لسخرية مختلف النوابغ مثل لويس دي جونجورا، فعلى ما يبدو كانت امرأة مبتذلة، وظن الجميع أن لوبي قد تزوجها بسبب المال لأن الحب لم ينقصه (كان يأتي ويذهب إلى طليطلة حيث كان له عشيقات مثل الممثلة ميكايلا دي لوخان) وكان له أطفال (خمسة من ميكايلا) وأصدقاء عدة، على سبيل المثال الشاعر بالتاسار إليسيو دي ميدينيا الذي أهداه مسرحية سانتياجو الأحمق (Santiago el Verde) حوالي عام 1615. وبكى لوبي ميكايلا في شعره بسبب موتها في حادث قتل عرضي عام 1620. كان له منها ابنه الحبيب، كارلوس فيليكس، وثلاث بنات.
ومن ثم عاد للعمل كأمين شخصي لبيدرو فيرنانديث دي كاسترو إي أندرادي، في ذلك الوقت كان ماركيز سارّيا وأصبح لاحقا كونت ليموس، وه من كتب إليه في رسالة: «أنا الذي ارتمى تحت قدميك، كالكلب المخلص، ونمت», وبقي هناك حتى 1603, في اشبيلية. وقع في الحب مع الممثلة ميكايلا دي لوخان، وهي ذاتها «سيليا» أو «كاميلا لوسيندا» في قصائده؛ كانت امرأة جميلة، لكنها غير متعلمة ومتزوجة، حافظ على علاقته بها حتى عام 1608 وكان لها منها خمسة أبناء، من بينهم اثنين من المفضلين عنده: مارسيلا 1606 ولوبي فيليكس 1607. في عام 1608 فقدت المراجع الأدبية والسيرة الذاتية لميكايلا دي لوخان، ولكنها كانت فريدة بين النساء اللاتي عشقهن فينيكس وانفصالهما لم يترك أي أثر في أعماله.
لسنوات عديدة تردد خلالها لوبي بين المنزلين وعدد غير معروف من العشيقات، معظمهن ممثلات، من بينهن خيرونيما دي بورغس، ويشهد الإجراء القانوني المفتوح ضده عام 1596 على عيشه مع أخرى تسمى أنطونيا تريو؛ ومن بين عشيقاته أيضاً ماريا دي أراغون. لإدامة هذه الحياة والحفاظ على العديد من العلاقات والأطفال الشرعيين وغير الشرعيين، أظهر لوبي دي فيغا صلابة وإرادة غير مألوفة فاضطر للعمل الشاق، خاصة في الشعر الغنائي والمسرحيات، وطبعت هذه الأخيرة مرات عديدة دون الحصول على إذنه دون تصحيح الأخطاء فيها.
في سن الثمانية وثلاثين تمكن أخيراً من تصحيح وتحرير جزء من عمله دون أخطاء. وكأول كاتب محترف في الأدب الإسباني، ناضل للحصول على حق التأليف والنشر لمسرحياته المطبوعة دون ترخيص منه. وقد نجح، على الأقل، في الحصول على حق تصحيح عمله الخاص.
في عام 1605 التحق بخدمة لويس فرنانديث من قرطبة وأراغون، دوق سيسّا السادس. ووقد عذبته هذه العلاقة لسنوات، عندما تولى الأوامر المقدسة واستمر النبيلة في استخدامه سكرتيراً وقوّاد نساء، إلى حد رُفض تقديمه طلب الغفران في الكنيسة.
وفي عام 1609 قرأ ونشر «فن العمل المسرحي الجديدة»، وهو عمل تنظيري أساسي، مخالف لتعاليم الفكر الأرستقراطي الجديد، وانضم إلى «رهبنة عبيد القربان المقدس» في منبر كاباييرو دي جراثيا، التي ينتمي إليها تقريبا أشهر الكتاب في مدريد. وكان من بين هؤلاء فرانثيسكو دي كيفيدو، الذي كان الصديق الشخصي للوبي، وميغيل دي ثيربانتس. وقد توترت العلاقات بينهما بسبب تلميحات ضد لوبي في الجزء الأول لدون كيخوتي 1605. في العام التالي تم تعيينه للخطابة في شارع بستان الزيتون (la calle del Olivar).

### الكهنوت
بالنسبة للوبي دي فيغا كانت مرحلة أزمة وجودية عميقة له، ربما سببها وفاة أهم أقاربه، فجعلته يميل أكثر إلى الكهنوت. وهو ما ألهمه كتابة «القوافي المقدسة» والعديد من الأعمال التعبدية، وكذلك الإلهام الفلسفي في آخر الأبيات. كانت السيدة خوانا دي جواردو تعاني من أمراض متكررة، وفي عام 1612 توفي كارلوس فيليكس من الحمى. في 13 آب/ أغسطس من السنة التالية، توفيت خوانا دي جواردو وهي تلد فيليثيانا. أثّرت العديد من المصائب عاطفياً على لوبي، فقرر في 24 أيار/ مايو لعام 1614 أن يُرسَم كاهناً. ونتيجة تأمل لوبي بعمق في حياته وصل إلى بعض النتائج المثيرة للقلق: «لقد ولدت في طرفين، وهما الحب والكراهية؛ ولم يتح لي أن أكون في المنتصف أبداً... لقد كنت تائهاً، وإذا كنت كذلك في حياتي، فمن روح وجسد امرأة، ويعلم الله يعلم ما أشعر به، لأنني لا أعرف كيف يجب أن تكون النهاية، أو العيش من دون الاستمتاع بها...» 1616.
كان التعبير الأدبي لهذه الأزمة في «القوافي المقدسة», المنشورة عام 1614؛ والتي تقول: «إذا كان الجسم يريد أن يكون ترابا في الأرض/ فالروح تريد أن تكون جنة في السماء», وهي ثنائية تشكل جوهره هو. وتتشكل «القوافي المقدسة» من كتاب واحد من سونيتات (يستخدم تقنية التمارين الروحية التي تعلمها في دراسته مع اليسوعيون) كطريقة تعبّد في قصائد كتبها خصيصاً لمختلف القديسين أو مستوحاة من الأيقونية المقدسة، وتم نشرها كاملة بفضل توصيات مجمع ترنت. ثم فاجأته ثورة الأسلوب الجمالي في قصيدة «الخلوة» للويس دي جونجورا، فزادت التوتر الجمالي في أشعاره وبدأت تظهر بعض الانقسامات في نهاية مقاطعه الشعرية. ابتعد عن التقعرية وتابع غرس مزيجه المميز من اللوذعانية والنقاوية في اللغة القشتالية والأناقة الإيطالية. هاجم الأسلوب الجمالي الجديدة وسخر منها كلما أتيحت له الفرصة، فرد جونجورا بالهجاء على عدوانيته هذه، كان فينيكس (لوبي) يقدم أطروحاته دائماً بشكل غير مباشر مستفيداً من بعض زوايا مسرحياته للهجوم أكثر من استفادة جونجورا نفسه من تلاميذه، وهي طريقة ذكية للتعامل مع الأسلوب الجمالي الجديد يرتبط مع مفهوم لوبي الشهير في الهجاء: «اطعن بلا كراهية، فإذا شوّهت سمعة.. فلا تنتظر مجداً ولا شهرة». على أية حال، حاول أن يؤثر ببراعة غامضة على العبقري القرطبي (جونجورا) من خلال مسرحيته «الحب السري حتى الغيرة» 1614, وهو عنوان يحمل معنى مقصوداً. ومن ناحية أخرى، حارب نظريات أتباع منهج أرسطو في الحفاظ على الوحدات الثلاثة في العمل الدرامي المسرحي: المكان والزمان والحدث، وتصدى له شعراء مثل كريستوبال دي ميسا وكريستوبال سواريث دي فيغيروا وقبل كل شيء بيدرو دي توريس راميلا مؤلف «الإسفنجة» 1617, فوجهوا له إهانة لا تُعنى بتشويه سمعة مسرح لوبي فقط بل أيضاً بجميع أعماله السردية والملحمية والغنائية. وردّ ضد هذه الإهانة أصدقاؤه الإنسانيين بغضب، يرأسهم فرانثيسكو لوبيث دي اجيلار.
بالنيابة عن لوبو فيغا كاربيو (Lupo a Vega), Poetarum Hispaniae Principe. أثنوا على أعمال لوبي وجعلوها بمقام توماس تامايو دي بارجس، بيسنت مارينر، لويس تريبالذوس دي توليدو، بيدرو دي باديا، خوان لويس دي لا ثيردا، هورتينسيو فيليكس بارافيثينو، بارتولوميه جينيميز باتون، فرانثيسكو دي كيفيدو، دييغو دي سيلفا وميندوزا وبيثينتي اسبينيل، بين آخرين أقل شهرة. بتشجيع من هذا الدعم، لوبي، وعلى الرغم من محاصرته بالانتقادات من قبل أتباع أرسطو والشعراء التقعريين، إلا أنه واصل محاولاته في الكتابة الملحمية. وبعد قصيدة «بوليفيمو» لجونجورا، كتب لوبي الخرافة الأسطورية واسعة النطاق في القصائد الأربعة: «فيلومينا» 1621؛ حيث هاجم توريس راميلا، و«المرأة المسلسلة» La Andrómeda 1621, و«ثيركي» La Circe 1624، والوردة البيضاء La rosa blanca 1624؛ وبلاسون blasón ابنة الكونت- دوق الذي كشف أصل الأسطورة المعقدة. وعاد إلى الملحمة التاريخية مع التاج المأساوي La corona trágica 1627, في 600 ذات مقاطع ثمانية حول حياة ماري ستيوارت وموتها.

### سنواته الأخيرة
وقع لوبي دي فيغا في حب مارتا دي نيباريس في السنوات الأخيرة من حياته وكانت امرأة في غاية الجمال ذات عيون خضراء اللون كما يصرح لوبي في قصائده التي نظمها داعيا إياها «أمارلس» أو «مارثيا ليوناردا»، وكذلك في «الروايات» التي أهداها إياها. ويمكن اعتبار ذلك «انتهاك للحرمات» بصفته كاهن.
اهتم لوبي في هذه فترة من حياته بالشعر الكوميدي والفلسفي على وجه الخصوص، مقلداً الشاعر الهيتيرونيمو الساخر توميه دي بورغيوس متفكراً في الشيخوخة والشباب الطائش حيث كتب قصائد الرومانس وأشهرها المعنونة «السلال».
دخل لوبي في رهبانية فرسان مالطة عام 1927. وحتى هذا التاريخ يوجد جدل فيما إذا كان على لوبي إحضار دليلاً على شرف نسبه من عائلة أبيه وإعفائه من المعسكرات الثلاثة الإلزامية الأخرى، أو فيما إذا كان قد حصل على هذا الحق الحصري بأمر من البابا فوافق عليه المعلم الكبير في فرسان مالطة.
على ايَة حال، انضمامه هذه كان شرفاً كبيراً للوبي، وحتى في اللوحة الأكثر شيوعا له يلبس ملابس القديس يوحنَا. وقاد شغفه برهبانية الفرسان على وجه العموم ورهباية مالطة على وجه التحديد إلى كتابة عمل مسرحي بين عامي 1596 و1603 يدعى «قيمة مالطة» وتدور أحداثها حول النضالات البحرية التي حافظ عليها الفرسان في البحر الأبيض المتوسط ضد الأتراك.
وبالرغم من التكريمات التي تلقاها لوبي من الملك والبابا إلا أن السنوات الأخيرة من حياته كانت بائسة؛ فقد عانى من عودة مارتا كفيفة من جديد عام 1626 ومن موتها مجنونة عام 1628. وكذلك غرق ابنه لوبي فيليكس، وهو من «ميكايلا دي لوخان»، وكان له موهبة شعرية أيضا، وقد غرق وهو يصيد اللؤلؤ عام 1634 في جزيرة مارغريتا في ساحل فنزويلا. واختطفت ابنته الحبيبة «انتونيا كلارا» من قبل نبيل كان صديقا لها ملقب بـ «تينوريو فيليثيانا». وكان لديه ابنة شرعية واحدة أصبحت راهبة تدعى مارثيلا وهي الوحيدة التي بقيت على قيد الحياة، وابنه النقيب لويس انتونيو دي فيغا الذي توفي في ميلان في خدمة لملك.
توفي لوبي دي فيغا في 27 أغسطس (آب) عام 1635, وكتب في مديحه مائتان من المؤلفين ونشر في مدريد وفينيسيا. وحصلت أعماله خلال حياته على شهرة أسطورية. وكانت جملة «هي للوبي» مستخدمة بشكل متكرر جدا لوصف شيء في قمة الامتياز، رغم أنها لم تساعد دائما على نسب أعماله إليه. وبهذا الخصوص يروي تلميذه خوان بيريث دي مونتلبان في «شهرته بعد الوفاة حياة وممات الدكتور لوبي دي فيغا» (مدريد، 1636) المطبوع برصانة لتمجيد ذكرى فينيكس أن رجلا شهد مرور جنازة رائعة فقال: «كانت للوبي» فأضاف مونتلبان: أنه «نجح مرتين» (أي في حياته وفي مماته). وعلى الرغم من كراهية ثيربانتس للوبي الا أنه أطلق عليه اسم «وحش الطبيعة» نظرا لخصوبته الأدبية.

## الأعمال الغنائية

### القوافي الإنسانية والإلهية للمُؤدب بوغيوس
وهو كتاب مؤلف من مجموعة قصائدية كُتبت لأمرة تُدعى «خوانا» كانت تغسل الثياب على ضفة نهر مانزانارس. أما بنيتها الشعرية فهي بتراركية، أي سنويتات غنائية، سمّيت بذلك نسبة للشاعر الإيطالي فرانسيسكو بيتراركا الذي اشتهر بها. وهو ما اعتاد لوبي استخدامه في مجموعاته القصائدية بشكل عام. وقد استخدم لوبي شخصية شاب فقير اسماه «بورغيوس» للحديث عن نفسه من خلاله. وفي تشرين الثاني من عام 1634 انتهت طباعة هذا الكتاب، على حساب الونسو بيريث. هو آخر أعمال لوبي، مع ذلك يُعد من أهم الأعمال التي برزت في عصر الباروك وذلك لحداثته وإبداعه وتفرّده وتنوع مواضعه؛ فقد اشتملت القصائد على الهجاء والجدية تارة، وكانت فكاهية وهزلية تارة ثانية، وأخرى خائبة ومخذولة، حتى أنها كانت أحيانا دينية أو فلسفية.
أما الكتاب نفسه فهو مقسم إلى جزئين؛ الأول -الأكبر- يتكون من القوافي الإنسانية، والأخر يضم القوافي الإلاهية.

### الشعر الغنائي في المسرح
مع لوبي دي فيغا عام 1585، استعاد المسرح الإسباني استخدام الشعر الغنائي في الكوميديات، وكان كتّاب الكوميديا الجدد هم نفسهم الذين أوجدوا في المسرح الإسباني قصائد الرومانس الموريسكية -نسبة للموريسكسين- والرعوية. وفي الواقع، فإن عدد كبير من كوميديا لوبي أُخذت من الأغاني الشعبية التقليدية.

## العمل الملحميّ

### لا دراغونتيا
كرّس لوبي أهم سنوات حياته كي يصبح شاعرا إسبانيا ملحميا وبذل من أجل ذلك جهدا كبيرا. يتكون كتاب لوبي من ثلاثة أجزاء، قصيدتين ملحميتين ومئتي سونيتة. أما الجزء الأول فيحتوي القصيدة الملحمية جمال انجليكا، أما الجزء التاني والثالث فيضمان المئتي سونيتة والقصيدة الملحمية لا دراغونتيا على التوالي. غير أن هذه الأخيرة واجهت الكثير من المشاكل عندما ظهرت حيث أنه تم رفض إذن نشرها من قبل السلطة القشتالية في عام 1598 ولهذا السبب طُبِعَ الكتاب في فالينسيا. لكن لوبي لم يكتفي بطبع الكتاب هناك، فقام مرة أخرى بتقديم طلبِ لطباعة الكتاب -بما فيه جزء قصيدة لا دراغونتيا- في كاستيا واضعا آمالا كبيرة على إذن مدينة فالنسيا، إلا أنهم رفضوا الإذن وأمروه فوق ذلك بجمع النُسخ التي نُشِرت في كاستييا. وبالرغم من كل ما حصل لم يستسلم الشاعر واستمر بالمحاولة إلى أن تمكّن أخيرا من نشر الكتاب كامل في مدريد عام 1602 وذلك بمساعدة شاعر أرستقراطي من إشبيلة السيد خوان دي أرغيخو، لكن في هذه المرة قام لوبي بإخفاء قصيدة لادراغونتيا خلف اسم اخر وهو «جمال أنجيليكا والقوافي الأخرى».
تتكون قصيدة لا دراغونتيا من 732 ثمانيّة أي ما يعادل 5856 بيت شعريّ، يروي فيها لوبي أحداث حقيقية عن غارات السيد فرانثيس دريك للأراضي الأميريكية وموته على يد الجنرال ألونسو دي سوتومايور.

### ايسيدرو
تُعتبر قصيدة ايسيدور Isidro -مدريد، 1955- من أكثر القصائد إحياءً لسير حياة القديسين؛ فهي تتحدث عن حياة القديس ايسيدرو لابرادور الفلاح الذي كان مستعربا. تتكون القصيدة من عشرة أغاني لمريكية -قصيدة فكاهية خُماسية الأبيات- حيث يعرض الشاعر الحياة الريفية التي عاشها القديس بأغاني خُماسية.
وعند ألقاء نظرة فاحصة على أعمال لوبي نجد اهتمامه الكبير بحياة الفلاحين، وتوقه الدائم للتواصل المباشر مع الطبيعة، وهذه القصيدة مثال حي على حياة الريف التي فتنت الشاعر، بيد أنها لم تكن تروي سيرة حياة القديس ايسيدرو الذي عاش في الريف وحسب، بل قام لوبي بجعلها مصدرا موثّقا وسجلا تاريخيا؛ حيث قرأ كل ما هو مكتوب عن هذا القديس، وحصل على الأوراق التي تثبت سبب تطويبه والتي كانت مع البابا دومينغو دي ميندوزا المفوض البابوي لتطويب ايسيدرو وألحقها في الكتاب. -والتطويب يعني الإكرام والتكرم وهي المرحلة الثالثة من الخطوات الأربعة لعملية تقديس شخص متوفى، يتم اختياره من قبل البابا باسم الكنيسة الكاثوليكية. ويطوّب الكاهن عندما تتحقق معجزة على يديه كالشفاء أو إحياء الموتى، ويجب أن تتكرر هذه المعجزات ليتم إعلان قداسته-.

### جمال أنجليكا
لقد كانت هذه القصيدة الملحمية جزءا من العمل الكبير للوبي والذي يضم كذلك مجموعة القصائد الغنائية القوافي «بالاسبانية: las Rimas» والقصيدة الملحمية الأخرى لا دراغونتيا «بالإسبانية: La Dragontea» ولذلك نُشرَت بالوقت نفسه 1602 رغم الصعوبات التي ذكرناها سابقا. تحدّث لوبي لوبي في قصيدة جمال أنجليكا عن صديقه الشاعر الأشبيلي خوان دي أرغيخو، وفي مقدمة القصيدة ذكر اللحظات الحقيقية في البحر التي ألهمته في كتابتها حيث قال: «فوق مياه البحر، بين أشرعة سفينة سان خوان الحربية وأعلام الملك الكاثوليكي»، وأكمل بعدها سرد تفاصيل قصة أنجليكا التي وصفها أيضا الشاعر الإيطالي لودوفيكو أريوستو في قصيدته الملحمية الشهيرة اورلاندو فوريوسو «وبالإسبانية: Orlando Furioso». وكذلك سمح لوبي بنفسه للعباقرة من الأدباء أن يكملوا العمل إن استطاعوا جعله أفضل. ثم انتقل من الحديث عن أنجليكا للحديث عن إسبانيا، وذكر المغامرات والمصاعب التي مر بها في عشرين أغنية ثُمانية المقطع.

### القدس المحتلة
في عام 1604 وفي مقدمة النسخة الإشبيلية لمجموعة القصائد الغنائية: القوافي"Las Rimas" أعلن لوبي دي فيغا عن اقتراب إصدار جديد لقصيدة ملحمية، ولكن في الواقع لم يظهر هذا العمل حتى شهر شباط عام 1609. وقد أضاف لوبي إلى ديوان «القدس المحتلة» أربعة قصائد جديدة ليصبح عددها 20 قصيدة بعد أن كانت 16، محاكاة لديوان الشاعر الإيطالي تاسو، وفي الأجزاء الأربعة تحدث عن معلومة لم يشر إليها تاسو وهو قيام حلف بين الملك ريتشارد قلب الأسد والملك ألفونسو الثامن في القدس انتهى بالفشل. إذ اضطر ملك فرنسا ترك القدس بسبب حربه مع الإنجليز واضطر ملك إسبانيا العودة إلى شبه الجزيرة الإيبيرية بسبب صراعات اشعلتها امرأة يهودية في قصره. ويعني بها الكاتب اليهودية لا فرموزا.
وديوان الشاعر تاسو هي بعنوان القدس المحررة «بالإسبانية: Jerusalén liberada»، وسُمّت بالتاسونية نسبة لمؤلفها الشاعر الإيطالي الشهير تركواتو تاسو يصف فيها المواجهات بين النصارى والمسلمين في نهاية الحملة الصليبية الأولى أثناء حصار القدس.

## العمل الدرامي

### إنشاء الكوميديا الجديدة
أنشأ لوبي دي فيغا المسرح الكلاسيكي الإسباني في العصر الذهبي بأسلوبٍ دراميٍّ جديد، وفي هذا الأسلوب قام بدمج التراجيديا بالهزلية محطماً بذلك قاعدة الوحدات الثلاث التي تدعو لها المدرسة الشعرية الإيطالية، والتي كان أساسها كتاب أرسطو الشعرية -الذي يهتم بالانعكاسات الجمالية من خلال تجسيد التراجيدية-، وعلم البلاغة خاصته القائم على ثلاث وحدات: وحدة العمل (والتي تكون باحتواء العمل على قصة واحدة) وحدة الزمان (وذلك بأن تدور أحداث العمل في غضون أربع وعشرين ساعة أو أكثر قليلا) ووحدة المكان (أن تدور أحداث العمل في مكان واحد أو أماكن مجاورة).
أما بالنسبة لوحدة العمل، فكوميديا لوبي دي فيغا تقوم على استخدام الوضع المتشابك أو ما يسمّى بالوضع المتشابك الإيطالي وذلك بدمج قصّتين أو أكثر في نفس العمل، تكون إحداها رئيسية وأخرى ثانوية، الأولى يكون الأبطال فيها من طبقة النبلاء والأخرى -الثانوية- تكون من بطولة الخدم أو العامة.
وأما عن وحدة الوقت التي كان يلتزم بها كتاب ذاك القرن، فإن لوبي لم يكن يفعل ذلك دائما؛ فقد نجد له كوميديا واحدة تروي أحداث حياة شخص ما منذ البداية وحتى النهاية، ولهذا كان ينظّم العرض المسرحي لسير أحداث القصة عن طريق جعل استراحاتٍ بين فصول العرض. والأمر سيان فيما يتعلق بوحدة المكان؛ فهو لم يكن يلتزم بها اطلاقا.
وعلاوةً على ذلك، فإن لوبي دي فيغا لم يحترم الوحدة الرابعة، وهي وحدة الاسلوب وأصول العرض التي تم تفصيلها وطرحها في المدرسة الأرسطية، وكان ذلك بدمجه -كما قلنا- بين التراجيديا والهزلية، كما أنه عَمَدَ إلى المسرح البوليمتريكي الذي يستخدم أنواع مختلفة من البيت الشعري والمقاطع الشعرية، إذ تعتمد البنية الشعرية لنص الكوميديا على المشهد نفسه وما يمثله، فعلى سبيل المثال؛ تُستخدم قصيدة الرومانس عند وصف الشخوص وللحديث عن العلاقات بينهم في بيئة العمل، كاستخدام المقاطع الثمانية الشائعة في الشعر الإيطالي. أما المقاطع الشعرية رباعية وخماسية الأبيات فتُستخدم أثناء الحوارات على المسرح، وأما السنوتيات فهي ما يميل لوبي لاستخدامه في المنولوجات الداخلية أو تلك أحاديث النفس التي تأمل وتحْلُم. وتظهر السنوتيه أيضا عندما يحين وقت تبديل ملابس الممثلين خلف الكواليس. وبالنسبة للمقاطع الشعرية عُشارية الأبيات؛ فتكون في مشاهد الشكوى والنحيب.
إن أكثر هذه الأبيات شيوعا في كوميديا لوبي دي فيغا هو البيت المكوّن من ثمانية مقاطع لفظية، ثمّ يأتي بعده البيت الشعري المكوّن من إحدى عشرة مقطع لفظي -بيت شعري من أصل ايطالي، واستخدمه الأدباء الإسبان في عصر النهضة- ثمّ يليهما المقاطع والأبيات الشعرية الأخرى.
وبهذا يكون لوبي قد جمع بين المسرح البوليمتريكي وقليلا من المسرح الأكاديمي -على عكس المسرح الكلاسيكي الفرنسي-، فاقترب بذلك أكثر إلى المسرح الإليزابيثي.

### الأعمال المسرحية الرئيسية وتصنيفها
كان لوبي يكتب أعماله المسرحية فقط من أجل عرضها وتمثيلها على المسرح أمام الجمهور، فلم يكن يحتفظ بأي نسخة ورقية من العمل لنفسه. وقد كان بعض كتاب الكوميديا الأخرون يجرون بعض التعديلات على النسخ المكتوبة، كتنقيحها أوالتعديل عليها من زيادة أو حذف.
وبين 1604 و1647 نُشِر ما يقارب خمسة وعشرون مجلدا من أجزاء متفرقة كانت تضم أعمال لوبي المسرحية. وبالرغم من أن أعماله الأولى نُشرت دون إذنه، إلا أنه تولّى بعد ذلك طباعة ونشر أعماله بنفسه بدءا من الجزء التاسع عام 1617 وحتى وفاته عندما كان قد ترك في المطبعة الجزئين الحادي والعشرين والثاني والعشرين. وقد أكد خوان بيريث دي مونتالبان كاتب الكوميديا الأسبانية وتلميذ لوبي دي فيغا، في كتابه فاما بوستوما «بالإسبانية:Fama Póstuma والتي تعني الشهرة بعد الوفاة» أن لوبي كتب ما يقارب الألف وثمانمائة مسرحية هزلية وأربعمئة مسرحية دينية، ولكنه فقد منهن جزء كبيرا. وكذلك افترض تشارلز فنسنت أوبرون -الذي ولد عام 1906 وكان استاذا في جامعة بوردو ثم انتقل إلى جامعة باريس- أن لوبي قام بكتابة بعض المشاهد المسرحية الرئيسية إلى جانب التنظيم والتخطيط، بينما أكمل الشعراء والممثلون الآخرون الذين كانوا معه باقي الأعمال. أما لوبي فلم ينفِ هذا الافتراض إذ كان من المتعارف عليه أن شعراء ذلك العصر اعتادوا ذكر الجهود الأخرى التي ساهمت بإنجاح أعمالهم، ولكن كانوا يفصحوا عن ثلاثة مساعدات فقط، حيث أن شهرة الكاتب وسمعته تتأثر إذا كان عد المساعدين أكثر من ذلك، فيسعى الواحد منهم لإخفاء المساعدات حتى يضمن بذلك أفضل المبيعات لأعماله.
لقد قام كل من أميريكو كاسترو كيسادا -المؤرخ الثقافي الإسباني- وهوجو رينيرت -أستاذ ومتخصص في درسة الأدب الإسباني وأميريكا الاتينية، كما درس حياة لوبي وأعماله فألف عدة كتب عنه- بإجراء دراسة مهمة تم من خلالها استنتاج أن العدد الذي ذُكر عن أعمال لوبي مبالغ فيه وأنه من الممكن أن ننسب إلى لوبي 723 عمل، 78 منهم ذو أصل مشكوك فيه أو غير صحيح و219 فُقِدوا، وهكذا فإن الرصيد الدرامي للوبي يصبح 426 عملا.
وبعد ذلك قام كل من مورلي وبرويرتون -المتخصصان في دراسة أدب وثقافة إسبانيا وبلدان أميريكا اللاتينية وكذلك المتخصصان في دراسة حياة لوبي- بإنشاء مقياس متري لدراسة النصوص الأدبية المحفوظة، فاستطاعوا بعد تجريبه من إثبات كل ما لم تستطع اثباته الافتراضات السابقة، حيث توصّلوا إلى أن عدد كوميديا لوبي كانت 316، وبينوا لماذا عُدّ 73 عمل مشكوك بنسبهم للوبي، وأوضحوا أن هناك 87 عمل نُسبوا للوبي ولم يكونا له.
عند الحديث عن أعمال لوبي في الكوميديا الإسبانية لا يسعنا الحديث عن عمل أو اثنين، فالقائمة تطول وتضم كوميديات كثيرة، كل واحدة منها ذات أهمية مساوية للأخرى منها:
العاشقة الكتومة La discreta enamorada.
سيف مدريد El acero de Madrid.
أكاذيب ثيلاورو Los embustes de Celauro.
بهلول المدرسة El bobo del colegio.
زوجة غير ملائمة La malcasada.
الحب العاشق El amor enamorado.
شجاعة بيليسيا Las bizarrías de Belisa.
خادمة فارسها النبيل La esclava de su galán.
الطفلة الفضية La niña de plata.
شاطئ إشبيليا الرملي El arenal de Sevilla.
اليقين من الشك Lo cierto por lo dudoso.
الحسناء القبيحة La hermosa fea.
معجزات الوضاعة Los milagros del desprecio.
صنارة فينيسيا El anzuelo de Fenisa.
القواد كاستروتشو El rufián Castrucho.
صقر فيديريكو El halcón de Federico.
سيدة تيودور، المأخوذة من حكايات ألف ليلة وليلة La doncella Teodor.
المتوفية الماثلة أمام القضاء La difunta pleiteada.
البائسة استيفانيا La desdichada Estefanía.
الملك السيد بيدرو في مدريد El rey don Pedro en Madrid.
ومن بين كل هذه الكوميديات هناك مجموعة تُعد من روائع الأدب الإسباني، فهي الموروث الباقي عن هذا العبقري الذي ما انفكت عبقريته تظهر فيها مثل:
بيريبانيث وقائد أوكانيا Peribáñez y el comendador de Ocaña.
فوينتيه أوبيخونا والتي تحكي بطولة بلدة صغيرة حكمها ملك قاسي واسمها فوينتيه أوبيخونا 1612-1614 Fuenteovejuna
السيدة البلهاء La dama boba.
لا نعرف حب لمن 1620-1622 Amar sin saber a quién.
أفضل رئيس بلدية، الملك 1620-1623 El mejor alcalde, el rey.
فارس أولميدو El caballero de Olmedo.
العقاب دون انتقام El castigo sin venganza.
كلب المزراع El perro del hortelano.
القروي في مكانه الصحيح El villano en su rincón.
دوق بيسيو El duque de Viseo.
الحقيقي الزائف Lo fingido verdadero.
إن كوميديا فارس أولميدو -بالإسبانية: Caballero de Olmedo -هي قصة تراجيدية يتجلى فيها الجنس الغنائي بالحديث عن فارس يعيش في مدينة أولميدو. تنقسم كأي مسرحية إلى ثلاثة أجزاء متناغمة فيما بينها من بداية وعقدة ونهاية، البطل فيها يكون فارس يُدعى ألونسو، يقع في حب إينسي فيطلب من خادمه تييو مساعدته في الوصول إليها، فيقوم الخادم تييو بدوره باللجوء إلى فابيا التي كانت قوادة، فهي الأنسب لجعل ألونسو وإينيس يلتقيان ويتزوجان. وفي المقابل، يقوم رودريغو وأخوه فيرناندو بمنع ألونسو من ذلك. وبما أنها مسرحية مأساوية، تنتهي بموت ألونسو على يد رودريغو وأخوه، فيطلب الخادم تييو من الملك إعدامهما ثأرا لسيده.
لقد قام مارثيلينو مينينديث بيلايو -الباحث والسياسي والكاتب الإسباني الذي عّد من أوائل المخرجين لمسرح لوبي- بتصنيف أعمال لوبي دي فيغا إلى إحدى عشرة قسما، بناء على موضوع العمل، إلا أن هذا التصنيف محيّرٌ بعض الشي إذ يمكن أن تجد الكوميديا الواحدة تنتمي إلى أكثر من قسم في الوقت ذاته:
1. 	دراما البطولة والشرف: في هذا القسم تُسِلط المسرحيات الضوء على مواضيع التاريخ القومي للبلاد، الأفكار القومية وتلك التي تَعرض النماذج الأولية للديموقراطية في ذلك الحين، كما أنها تذكر سير الأبطال والشخوص الحقيقين، وتمثّل القرويين والفلاحين بقالب جديد، إذ أن العبقري لوبي هو أول من جسّد القروي بصورة مختلفة عن ذلك الأبله الذي كان يظهر في الأعمال الأدبية، فأسبغ عليه من الصفات النبيلة ما يكفي ليكون من أهم شخوص مسرحياته، وذلك يخالف الطبقية التي كانت تسود المجتمع الإسباني التي يكون فيها الشرف والعرض للأرستقراطي فقط، ولكن منذ عهد لوبي أصبح القروي ذو حضور جديد في حياة الكوميديا، ذو شرف يدافع عنه وعرض يحميه ولكن الشرط الذي وضعه لوبي في مسرحياته لظهور القروي كذلك هو أن يكون مسيحيا حقيقيا -أي ليس متنصرا- وأن يكون غنيا. أما عن كوميديا الفلاحين فمثال عليها:
بيريبانيث وقائد أوكانيا 1605-1612 Peribáñez y el comendador de Ocaña.
كوميديا فوينتيه أوبيخونا 1612-1614 Fuenteovejuna والتي تتماز ببطلها الجماعي الأمر الذي يشترك فيه أيضا بطل كوميديا نومانثيا 1585la Numancia -وكذلك تسمى El cero de Numancia للكاتب الإسباني الشهير ثيربانتس -والكوميديا الأخرى التي تشترك بكون البطل جماعي هي الفُرْس Los persas للروائي والكاتب المسرحي اليوناني إسخيلوس.
وهناك أيضا كوميديات أخرى تنتمي لهذا القسم:
قادة قرطبة العسكريون 1598 Los comendadores de Córdoba.
رئيس البلدية الأفضل، الملك 1620-1623 El mejor alcalde, el rey.
الملك السيد بيدرو في مدريد 1618 El rey don Pedro en Madrid.
جلسات الملك السيد بيدرو 1613-1620 Audiencias del rey don Pedro.
نجمة اشبيلية 1623 La estrella de Sevilla وهذه الأخيرة نُسبت للوبي حتى عام 1920.
2. مواضيع الشرف والانتقام: ينتمي تحت هذا المصنف الكوميديات التالية:
قادة قرطبة العسكريون Los comendadores de Córdoba.
طبيب شرفه El médico de su honra.
رئيس بلدية ثالاميا El alcalde de Zalamea -ليست هي نفسها التي كتبها المؤلف المسرحي والكاتب الإسباني كالديرون Calderón-.
كوميديا رعايا الملوك وامرأة يهودية من طليطلة 1610-1612 Las paces de los reyes y judía de Toledo التي تحكي في الواقع قصة حب الملك ألفونسو السابع لامرأة يهودية.
كوميديا العقاب دون انتقام -المستوحاة من قصة رواية الكاتب الإيطالي من عصر النهضة ماتيو باندييو-.
كوميديا عقاب المتكتم El castigo del discreto .
أسواق مدريد 1585-1589 Las ferias de Madrid.
الجنون من أجل الشرف La locura por la honra.
مودارا ابن الزنا El bastardo Mudarra التي ألهم لوبي كتابتها القصيدة الملحمية أمراء لارا السبعة el Cantar de los siete infantes de
Lara del siglo.
3.	الأعمال الدرامية الخاصة بتاريخ إسبانيا: يندرج تحت هذا المصنّف الكوميديات التالية:
أبراج تورو Las almenas de Toro.
رئيس البلدية الأفضل الملك -تتحدث عن الملك ألفونسو السابع- El mejor alcalde el rey.
خادم إسبانيا الأفضل -تتحدث عن الملك فرناندو الكاثوليكي- El mejor mozo de España حصار سانتا في Granada) El cerco de Santa Fe).
أما عن كوميديا أبراج تورو فهي العمل مسرحي الوحيد للكاتب لوبي في القرن السابع عشر التي تحدّث فيها عن بطولات السيد El Cid حيثُ تدور الكوميديا حول ملك قشتالة سانتشو الذي كان همُّه المحافظة على عرشه وسلطته في الحين الذي كانت مدينة «تورو» تحت حكم أخته الأميرة فيرا. فأمر الملك سانتشو «السيد» بتجهيز الجيش لشن حملةٍ على «تورو». وبالفعل بعد عدة محاولات تمكّن الملك من الاستيلاء على المدينة، تاركا أخته تلوذُ بالفرار محمّلة بخيبات الغدر والخيانة.
وهناك كوميديات أخرى عن تاريخ إسبانيا إلى أنها في نفس الوقت تُحاكي المواضيع السابقة كالشرف والانتقام، ولا أفضل مثال على دراما مشابهة سوى كوميديا لا كامبانا دي أراغون أي جرس أراغون La campana de Aragón، وهي دراما مأخوذة من أسطورة جرس أويسكا campana de Huesca -أويسكا هي مدينة في أراغون-. تتحدّث الأسطورة عن الملك راميرو الثاني "القسيس" Ramiro II de Aragón الذي قطع رأس اثني عشرة رجلٍ من نبلاءِ بلاطه الملكي لأنهم لم يطيعوا أمره وذلك أن احتال عليهم بإرسال رسولٍ يُخبِرُهم أن الملك يسألُهم القدوم كي يبدوا أراءهم بوضع جرسٍ يُسمع في كلِّ أرجاء المملكة! وأما عن لقبه «القسيس» فبعد أن توفيَ ملك أراغون ألفونسو الأول عام 1134 ولم يكن لديه أي ولد يستلم الحكمَ؛ كان لا بد لأخيه راميرو أن يَرِث العرش بعده والذي كان إلى تلك اللحظة مجرّد أسقف في كنيسة رودا دي إيسابينا.
4.	الأعمال الدرامية القائمة على الرومانثيرو «قصائد الرومانس»: خلال القرنين السادس والسابع عشر أصبحت مجموعات قصائد الرومانس مشهورة جدا، وزاد الاهتمام بطباعتها وغناءها، حتى أنهم أُوجدوا قصائد رومانس جديدة. وكان ذلك لتأثيرهذه القصائد المغناة على مسامع الإسبان، فقد أُخِذوا بهذا الجنس الأدبي وأحبوا سماعه في المسرحيات وإن كانت مجرد أبيات قصيرة غير مكتملة. وقد قام الكاتب المسرحي غيين دي كاستر Guillén de Castro بكتابة مسرحية بهذا الأسلوب وهي Las mocedades del Cid وما كان للوبي إلا أن يردّ على هذه المسرحية بأخرى بعنوان فارس أولميدو El caballero de Olmedo التي كانت عام 1620.
5.	الأعمال الدرامية التي تضم أحداث خارج حدود إسبانيا: قام لوبي بكتابة العديد من المسرحيات تدور أحداثها في بلدان أخرى مثل:
دوق بيسيو El duque de Viseo.
روما المحترقة Roma abrasada.
دوق موسكوفي الأعظم El gran duque de Moscovia وهي العمل الدرامي الأول الذي تحدّث عن حكم كل من بوريس غودونوف وفالس ديميتري للعرش الروسي.
وكذلك دراما الملكة جوفانا ملكة نابولي La reina Juana de Nápoles.
6.	الكوميديا الإسبانية الخاصة بالتقاليد الشعبية لأهل اسبانيا: حيث تتحدث عن الصور النمطية وتبيّن العادات الحضرية وتلك الريفية لأهل إسبانيا. مثال ذلك دراما القروي في مكانه الصحيح El villano en su rincón التي تقص حياة القروي خوان البسيطة في أرضه، وسعادته بها. وهنا يتجلى واحد من المفاهيم الأربعة التي ظهرت في حياة الناس مع بدايات القرن السادس عشر أي بداية عصر النهضة، حيث تأثر الناس كثيرا بما رأوه بعد الحروب وما خلّفته من دمار وموت، فتغيرت أفكارهم عن ذي قبل، واجتُثّت الكثير من معتقداتهم -خاصةً فيما يتعلق بالدين-، إذ بات الإله الذي كانوا يهبون أنفسهم له، بنظرهم الآن مجرد خدعة! فهو تخلّ عنهم وتركهم يعانون ويتجرّعون المآسي والأوجاع، فارتأت قلوبُهم لاستبدال المُتع اليومية الآنية بالحياة الروحية؛ فهي وحدها الأكيدة! وهذه المفاهيم الأربعة هي: الكاربيه ديوم وهي كلمة لاتينية el carpe diem ويُقصد بها انتهاز الفرصة لعيش اللحظة دون التفكير بالعواقب أو ما يتبعها من خير وشر، فقط الاستمتاع الآني ولا شيء سواه. المفهوم الثاني باللاتينية el locus amoenus، مثالية الواقع أي أن الأمور الواقعية هي التي تحكم الحياة ولا يمكن للروحانيات أن تتولى زمام الأمور فهي لاتصلح لذلك. أما المفهوم الثالث فهو باللاتينية tempus fugit ويقصد به الإدراك والوعي الكامل لحقيقة الوقت وكيف يمضي بلا توقف. أما المفهوم الاخير والموجود بالكوميديا فهو باللاتينية Beatus ille وهو يقتضي بتفضيل الحياة الريفية على تلك التي في المدينة.
ومن الأعمال الدرامية التي تنضوي تحت هذا القسم أيضا مسرحية كاستلفينيس ومونتيسيس التي كانت عام (1606-1612) وبالإسبانية: Castelvines y Monteses. وهي مسرحية استوحى لوبي قصتها من رواية الكاتب الإيطالي ماتيو باندييو Mateo Bandello التي ألهمت بدورها أيضا شكسبير في كتابة روميو وجوليت، لكن عمل لوبي اختلف عن مسرحية شكسبير بالنهاية؛ إذ تزوّج العاشقان وعاشت عائلتهما في سلام في حين كانت نهاية روميو وجوليت تراجيدية ومات كلاهما. وقد أطلق البعض على مثل هذه الكوميديات اسم الكوميديات الحضرية أو كوميديات النبلاء والبلاط الملكي.
7. كوميديا الحب والفروسية: تتحدث الكوميديات هنا عن الشخصيات الأرستقراطية والبرجوازية، حيث تدور الحبكة حول الحب الذي يقدّمه إلينا لوبي بقالبٍ فكاهي ومضحك، لكنه يخالف ما اعتدنا العثور عليه في حياة النبلاء، إذ لا يتطرق لوبي أبدا لمواضيع الانتقام والثأر للشرف التي كانت دائما ما ترافق الطبقة الأرستقراطية، كما هو الحال في كوميديا ليلة القديس خوان 1631 La noche de San Juan التي تمت كتابتها خلال ساعة واحدة فقط.
8. كوميديا الحبكات المتشابكة: وهنا جعل لوبي من المرأة الشخصية الرئيسية في المسرحية مثل:
السيدة البلهاء 1613 La dama boba.
نزوات بيليسا Los melindres de Belisa.
شجاعة بيليسا 1634 Las bizarrías de Belisa.
كلب المزارع 1613 El perro del hortelano.
سيف مدريد El acero de Madrid.
زوجة غير ملائمة 1610-1615 La mal casada.4.
الأرملة البلنسية 1604La viuda valenciana.
وهذه الأخيرة أخذ قصتها لوبي أيضا من رواية الكاتب الإيطالي ماتيو بانديو Mateo Bandello، إذ تحكي قصة امرأة بلنسية -من بالينسا- فقدت زوجها حديثا. وبالرغم من جمالها وصِغَر سنها إلا أنها رفضت كل الذين حاولوا الاقتراب والزواج منها، ولم يكن ذلك ووفاء لزوجها بل لأنها كانت ترى الزواج سجنا وهي تأبى أن يقيدها أحدهم، كان ذلك قبل أن ترى فارسا وسيما قلب تفكيرها وصارت هي التي تحاول التودد إليه والاقتراب منه.
9. الكوميديا الرَعوية: وهي الكوميديا المصوِرة لحياة الرعاة وأهل الريف والتي كان يغلب على معظمها الطابع النهضوي الإيطالي، إذ تأثر لوبي بالعديد من كتّاب ذلك القرن وأعمالهم المشهورة مثل؛ الرواية الرعوية «لا أركاديا» La Arcadia وهي التحفة الأدبية للكاتب ياكوبو سانازارو Jacopo Sannazaro والمكتوبة باللغة المحلية. وكان للقصائد الرعوية las Églogas دور كبير في إلهام لوبي كتلك الخاصة بكل من الشاعر والكاتب المسرحي من عصر ما قبل النهضة في إسبانيا خوان انثينا Juan del Encina وشاعر العصر الذهبي غارثيلاسو دي لا فيغا Garcilaso de la Vega. وأيضا رواية «الكتب السبعة لـ ديانا» la Diana للشاعر البرتغالي خورخيه مونتي مايور Jorge de Montemayor التي كانت أول رواية رعوية باللغة القشتالية جمعت بين الشعر والنثر، وتركت أثر كبيرا ليس في كوميديا لوبي فحسب إنما في كتابات القرن السادس عشر أجمع. وكذلك تأثر لوبي بالملهاة المأساوية «الباستور فيدو» للكاتب الإيطالي المشهور غواريني Guarini.
10	. الأعمال الخاصة بالأساطير: مثل الأساطير التي تحدث عنها الكاتب الروماني أوفيد، ومن أشهر أعماله «التحولات». ولقد كانت هذه الكوميديات خاصة برجال البلاط المكلي المتمثل بالاستقراطين، حتى أن هؤلاء الملوك والنبلاء كانوا يقومون بالتمثيل فيها أحيانا. كانت تدعى هذه الكوميديات أيضا؛ كوميديا المسرح، كوميديا الجسد أو كوميديا الضجيج، التي تنتهي بما يُسمى deus ex machina والتي تعني المدد الغيبي، أي: المعونة الإلاهية والتدخل في سير الأحداث. ومن هذه الأساطير: أدونيس والزهرة، الصوف الذهبي، ومتاهة الكريت.
11	. الأعمال الدرامية الدينية الخاصة بتاريخ الكنيسة الكاثوليكية وتاريخ العهد القديم: تتحدث عن حياة القديسين أو الأساطير الورعة، ولقد كان الكثير منها يتم عرضه في أيام الاحتفال بقديس ما، ومن هذه الكوميديات:
خلق العالم La creación del mundo.
إستر الجميلة La hermosa Ester 1610.
بارلان ويهوشافاط Barlán y Josafat (وهي النسخة الغربية من أسطورة بوذا).
الإله الإفريقي 1610El divino africano والتي تتحدث عن حياة القديس أوغسطينوس San Agustín.
القديس ايسيدرو من مدريد San Isidro de Madrid.
القديس ديغو من الكالا Diego de Alcalá.
وكذلك يندرج تحت هذا المصنف المسرحيات الدينية مثل:
عقاب الطاغية El tirano castigado، وهو عمل مكتوب تحفظ منه اليوم نسخة مكتوبة بخط اليد لأجناسيو دي غالفيز Ignacio de Gálvez، لكنها لم تصل إلى مستوى المشاهد والمقتطفات المذهلة من مسرحيات بيدرو كالديرون Pedro Calderón de la Barca.

### مسرحية عقاب بلا انتقام
يدل النص الأصلي لمسرحية عقاب بلا انتقام على أنها كتبت عام 1631 وطبعت طبعتها الأولى في برشلونة عام 1634 في مجلد منفرد ظهر عام 1935 أي في العام الذي توفى فيه بالمجلد رقم 21 من أعماله ومن استهلال طبعه 1634 يتبين أن هذه المسرحية قد مثلت مرة واحده في حياته. وحبكة المسرحية استقيت بطريقة مباشرة وغير مباشره من قصص إيطالية كتبها ماتيو بناديللو، معنونة كالتالي: كيف وجد نيقولا الثالث مركيز إيستا ابنه على علاقة بزوجته فقام بضرب عنق الإثنين في نفس اليوم، ولقد ظهرت الترجمة الفرنسية لقصه بناديللو في عام 1567 وبعد إذ ظهرت في ترجمة إسبانية 1603.

### خادم دوقة إملفي
كُتبت خادم دوقة إملفي (بالإسبانية: El mayordomo de la duquesa de Amalfi)‏ بين عام 1599-1606 ومن المحتمل في عام 1605 عندما أصبح لوبي دي فيغا في سن الثالثة والأربعين، والفكرة شديدة الشبه بالمسرحية الإنجليزية الشهيرة دوقة إملفي التي كتبت ما بين عام 1613-1614 ففي هذه الفترة كانت العلاقة بين إنجلترا وإسبانيا شديدة التقارب (ثقافياً) فالمسرحية الإنجليزية دوقة إملفي ربما قد تأثر مؤلفها جون وبيستر بنص لوبي دي فيغا، إن فكرة دوقة خادم إملفي أخذت مادتها من قصص ماتيو بناديللو المطبوعة في أربعة مجلدات بين عام 1554-1573 معنونه كالتالي: زواج أنطونيو بولجونا بدوقة إملفي وقتلهما.

## وصلات خارجية
- لوبي دي فيغا على موقع IMDb (الإنجليزية)
- لوبي دي فيغا على موقع الموسوعة البريطانية (الإنجليزية)
- لوبي دي فيغا على موقع ألو سيني (الفرنسية)
- لوبي دي فيغا على موقع ميوزك برينز (الإنجليزية)
- لوبي دي فيغا على موقع أول موفي (الإنجليزية)
- لوبي دي فيغا على موقع أول موفي (الإنجليزية)
- لوبي دي فيغا على موقع قاعدة بيانات برودواي على الإنترنت (الإنجليزية)
- لوبي دي فيغا على موقع إن إن دي بي (الإنجليزية)
- لوبي دي فيغا على موقع ديسكوغز (الإنجليزية)
- لوبي دي فيغا على موقع قاعدة بيانات الفيلم (الإنجليزية)